# Fredrik Ludvig Dohna
Fredrik Ludvig Dohna, född 1694, död 1749, var en svensk greve och preussisk militär. Han var son till Fredrik Christoffer Dohna och bror till Carl August Dohna.
Dohna gick 1715 i preussisk tjänst och blev redan 1721 överste. Under de båda schlesiska krigen avancerade han till general vid infanteriet och var mellan dem envoyé i Wien samt blev 1747 fältmarskalk.